# Bupivacain
Bupivacain ist ein 1963 eingeführtes Lokalanästhetikum vom Amid-Typ. Der Arzneistoff ist chiral und wird als Racemat eingesetzt. Es hat einen relativ langsamen Wirkungseintritt und eine lange Wirkungsdauer von bis zu 12 Stunden. Es steht auf der Liste der unentbehrlichen Arzneimittel der Weltgesundheitsorganisation.

## Anwendung
Bupivacain wurde 1963 eingeführt und wird in der Anästhesie, hauptsächlich für rückenmarksnahe Anästhesieverfahren wie die Spinal- oder Periduralanästhesie, angewendet. Wegen der relativ langen Wirkdauer ist diese Substanz in der Allgemeinmedizin eines der am häufigsten angewendeten Lokalanästhetika. Zur Lokalanästhesie in der Zahnmedizin wird es eher selten angewandt, nämlich nur im Rahmen besonders langdauernder Behandlungen und für therapeutische Nervenblockaden in der Schmerztherapie.

## Unerwünschte Wirkungen
Bupivacain besitzt die höchste Toxizität aller Lokalanästhetika, die vor allem bei unbemerkter intravenöser Injektion bedeutsam werden kann, aber auch bei verstärkter Resorption aus dem Injektionsgebiet. Insbesondere Herzrhythmusstörungen sind beschrieben worden, die im Gegensatz zu anderen Lokalanästhetika auch vor dem Auftreten von ZNS-Nebenwirkungen auftreten können.

## Dosierung
Die Empfehlung von Maximaldosen für Lokalanästhetika ist als Versuch zu sehen, exzessive Plasmaspiegel durch Dosisbegrenzung zu vermeiden und dadurch die Inzidenz systemisch-toxischer Zwischenfälle zu reduzieren. Dieses Konzept ist jedoch seit geraumer Zeit Gegenstand heftiger Diskussionen, zumal Maximaldosen mehr oder weniger
willkürlich anhand von Daten aus (tier-)experimentellen Untersuchungen bzw. historischen Fallberichten
festgelegt wurden. Da aber die nach Injektion von Lokalanästhetika resultierenden Plasmaspiegel von einer Vielzahl pharmakokinetischer, patienten- sowie blockadespezifischer Faktoren beeinflusst werden, bleibt der wahre
Nutzen dieser Empfehlungen aus toxikologischer Sicht zumindest fraglich. Zwischenfälle werden unter anderem als Folge einer unbeabsichtigten intravasalen Injektion beobachtet.

## Handelsnamen
Monopräparate
Bucain (D, A), Carbostesin (D, A, CH), Dolanaest (D, A), Carbocaina (I), sowie Generika (D, CH)
Kombinationspräparate
Carbostesin (CH), Generikum (D)